# 이봉근 (국악인)
이봉근(李逢根 )은 대한민국의 국악인, 가수이다.

## 학력
- 남원국악예술고등학교
- 한국예술종합학교 음악과
- 고려대학교 응용언어문화학 문화컨텐츠 석사

## 방송
- 《판스틸러 - 국악의 역습》 (Mnet)
- 《불후의 명곡 - 전설을 노래하다》 (KBS2)
- 《아는형님》 (JTBC)
- 《비디오스타》 (MBC every1)
- 《옥탑방의 문제아들》 (kbs2)
- 《로또싱어》 (mbn)
- 《조선판스타》 (mbn)

## 영화
- 《소리꾼》 (2020년) - 학규 역

## 음반
- 《Hyangga》정규앨범 (2022년)

- 《백의아리랑》 (2022년)
- 《예전엔 미처 몰랐어요》 (2020년)
- 《담장》 (2020년)
- 《이봉근과 적벽》 (2019년)
- 《소리 위를 걷다 Part 1》 (2016년)
- 《HANA》 신한악 (2016년)
- 《시간 속으로》앙상블시나위 (2012년)
- 《영혼을 위한 카덴자》앙상블시나위 (2010년)

## 수상
- 2003년 제19회 동아국악콩쿠르  판소리 부문 금상
- 2012년 KBS 국악대상 올해 예술상 연주 부문
- 2018년 대한민국 문화체육관광부장관상 표창
- 2020년 제28회 대한민국문화연예대상 영화 부문 신인상
- 2020년 KBS 국악대상 판소리상
- 2020년 KBS 국악대상 대상
- 2021년 제26회 춘사영화제 신인남우상